# U-76 (1940)
U-76 – niemiecki okręt podwodny typu VII B z okresu II wojny światowej. Okręt wszedł do służby w 1940.

## Historia
Zamówienie na kolejny okręt podwodny typu VII B zostało złożone w stoczni Bremer Vulkan w Bremie 2 czerwca 1938. Rozpoczęcie budowy okrętu miało miejsce 28 grudnia 1939. Wodowanie nastąpiło 3 października 1940, wejście do służby 3 grudnia 1940.
Po wejściu do służby wszedł w skład 7. Flotylli okrętów podwodnych, w ramach której stacjonował w Kilonii. Przez pierwsze miesiące służby wykorzystywany do treningu nowej załogi. Okręt zatonął podczas swojego pierwszego patrolu bojowego 5 kwietnia 1941. Ciężko uszkodzony przez brytyjski niszczyciel HMS „Wolverine” i slup HMS „Scarborough” za pomocą bomb głębinowych, zmuszony do wynurzenia i zatopiony przez własną załogę. Zdołano uratować 42 członków załogi, jeden marynarz zginął. Do czasu zatonięcia U-76 zdołał zatopić dwie jednostki nieprzyjaciela.